# Egenhofen

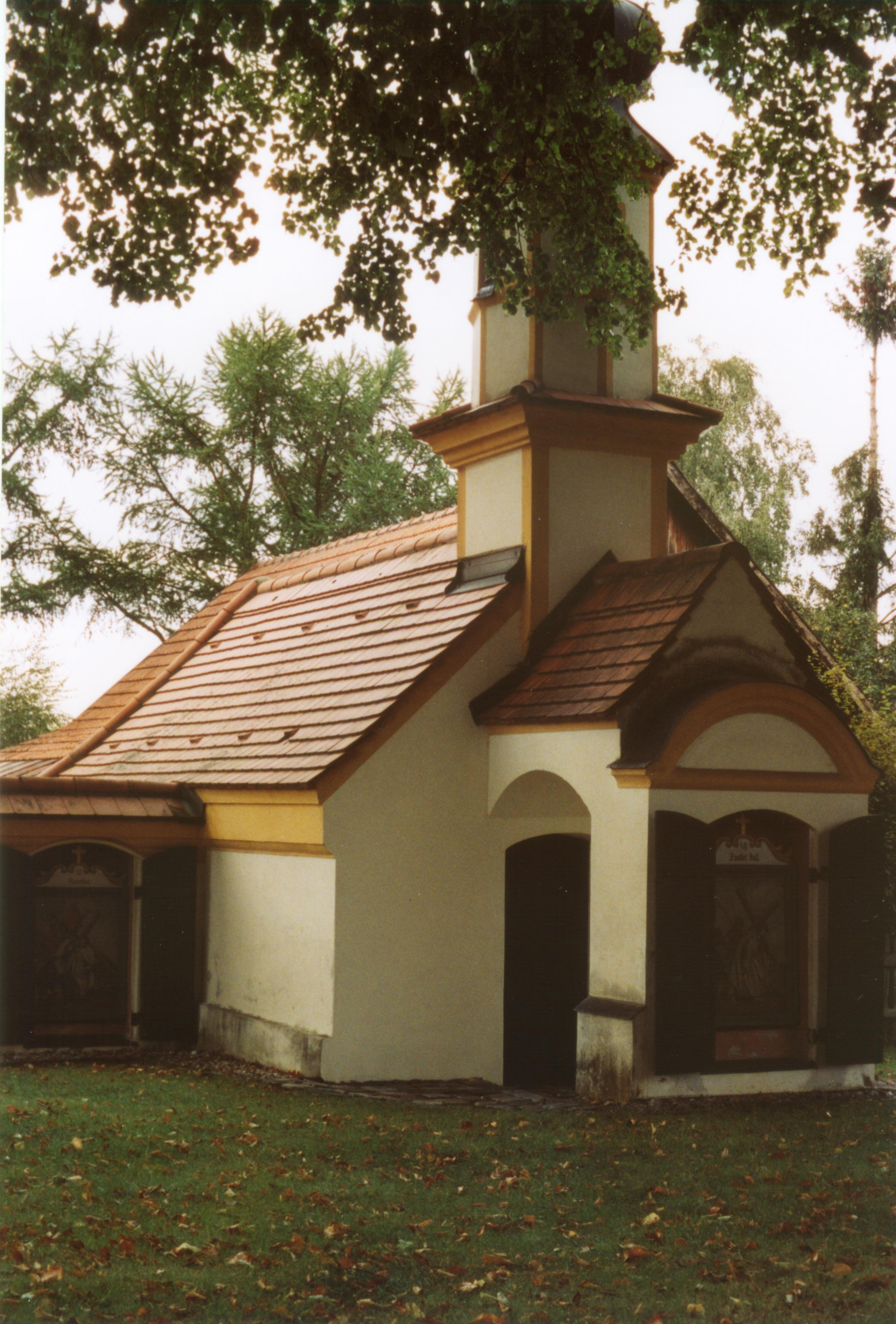
Kaplica

Egenhofen – miejscowość i gmina w Niemczech, w kraju związkowym Bawaria, w rejencji Górna Bawaria, w regionie Monachium, w powiecie Fürstenfeldbruck. Leży około 15 km na północny zachód od Fürstenfeldbruck.

## Demografia
Dane o ludności z 31 grudnia 2008:
| Opis                                | Ogółem | Ogółem | Kobiety | Kobiety | Mężczyźni | Mężczyźni |
| ----------------------------------- | ------ | ------ | ------- | ------- | --------- | --------- |
| Jednostka                           | osób   | %      | osób    | %       | osób      | %         |
| Populacja                           | 3246   | 100    | 1614    | 49,72   | 1632      | 50,28     |
| Wiek przedprodukcyjny (0–17 lat)    | 660    | 20,33  | 317     | 9,77    | 343       | 10,57     |
| Wiek produkcyjny (18–65 lat)        | 2081   | 64,11  | 1023    | 31,52   | 1058      | 32,59     |
| Wiek poprodukcyjny (powyżej 65 lat) | 505    | 15,56  | 274     | 8,44    | 231       | 7,12      |

## Polityka
Wójtem gminy jest Josef Nefele z BVGG, rada gminy składa się z 16 osób.
|      | CSU | BVGG | WG | BVA | Razem |
| 2008 | 4   | 7    | 2  | 3   | 16    |
| 2002 | 5   | 5    | 3  | 3   | 16    |